# Britta Bayer
Britta Bayer (geboren am 22. Mai 1964 in München) ist eine deutsche Fernseh- und Theaterschauspielerin.

## Leben
Von 1984 bis 1987 gehörte sie dem Ensemble des Tiroler Landestheaters an, danach gastierte sie in Bremen, am Ateliertheater Bern, bei den Sommerfestspielen Jagsthausen und absolvierte einige Tourneen. Von 1990 bis 1993 spielte sie im Innsbrucker Kellertheater, seit 1994 ist sie am Salzburger Landestheater verpflichtet. Bei den Salzburger Festspielen trat sie in den Jahren 2007 bis 2012 als Schuldknechts Weib im Jedermann auf.

## Filmografie
- 1994 Anwalt Abel: Ihr letzter Wille gilt
- 2007 Molly & Mops
- 2008 Der Bergdoktor

## Auszeichnungen
- 2024: Verleihung des Berufstitels Kammerschauspielerin[1]